# .gt
.gt (Guatemala) é o código TLD (ccTLD) na Internet para a Guatemala.